# Bezoekuur
Het bezoekuur is de tijd waarin een bezoek gebracht kan worden aan een  ziekenhuis, of een andere instelling of bedrijf. 
Sommige ziekenhuizen hanteren geen vaste bezoekuren, maar staan, zij het met enige beperkingen, doorlopend bezoek toe.
Bezoekuren komen ook voor bij andere bedrijven of instellingen. Zo kan er bijvoorbeeld een bezoekuur zijn bij een uitvaartcentrum, gemeentelijke instelling of een bezoekerscentrum van een bepaald park zoals de Hoge Veluwe. 